# Organ (Recht)
Organe im rechtlichen Sinne handeln für juristische Personen und Personenvereinigungen, weil diese nicht im natürlichen Sinne handeln und entscheiden können.

## Allgemeines
Juristische Personen und Personenvereinigungen sind zwar den natürlichen Personen gleichgestellte Rechtssubjekte, können jedoch nicht als solche am Rechtsverkehr teilnehmen. Eine Rechtsordnung, die juristische Personen vorsieht, muss einen Mechanismus vorsehen, der diesen Handlungsfähigkeit verleiht. Deshalb bedarf es zur Herstellung der Handlungsfähigkeit natürlicher Personen, die mit der Vertretung der juristischen Person und Personenvereinigung im Außenverhältnis betraut werden (Organwalter). Diese Organwalter gehören einem kraft Gesetzes, privatrechtlicher oder öffentlich-rechtlicher Satzung oder anderer Rechtsnormen errichteten Organ an. Das Organ kann ein Einzelorgan oder Kollegialorgan sein, je nachdem, ob ein einziger oder mehrere Organwalter für das Organ tätig sind. Meist sind in Organisationen mindestens zwei Organe installiert, die sich unterschiedliche Aufgaben teilen.

## Arten
Das Gesellschaftsrecht und öffentliche Recht teilt die Organe juristischer Personen danach auf, ob sie mit der Geschäftsführung der Gesellschaft (Vorstand, Geschäftsführung, Direktion), ihrer Kontrolle (Aufsichtsrat, Verwaltungsrat, Beirat) oder der Wahrnehmung der Gesellschafterinteressen (Hauptversammlung, Gesellschafterversammlung, Mitgliederversammlung) betraut sind.

### Organe juristischer Personen des Privatrechts
Privatrechtliche juristische Personen (eingetragener Verein und die darauf aufbauenden Kapitalgesellschaften, Stiftung) handeln nach außen durch ein Stiftungsorgan (in der Regel der Vorstand der Stiftung) oder durch von Stiftungsorganen bevollmächtigte Personen (Geschäftsführer). Handlungen des Organs sind unmittelbar Handlungen der juristischen Person, kein Fall rechtsgeschäftlicher Stellvertretung. Weil die juristische Person nur durch ihre Organe handeln kann, haftet sie für deren Handlungen gegenüber geschädigten Dritten (vgl. etwa § 31 BGB).
Der rechtsfähige Verein im Sinne des Bürgerlichen Gesetzbuches hat nach deutschem Recht mindestens zwei Organe: den Vorstand (§ 26 BGB) und die Mitgliederversammlung. Der Verein kann in seiner Satzung weitere Organe vorsehen.
Es kann auch Organe geben, die nicht zur Handlung nach außen berufen sind (Gesellschafterversammlung). Bei der Aktiengesellschaft gibt es drei Organe, nämlich den mit der Unternehmensführung betrauten Vorstand, den mit Überwachungspflichten ausgestatteten Aufsichtsrat und die über bestimmte aktienrechtlichen Vorgänge entscheidende Hauptversammlung.

### Organe juristischer Personen des öffentlichen Rechts
Auch der Staat als solcher kann wie jede juristische Person nicht handeln; hierfür benötigt er Organe, Staatsorgane genannt. Die obersten Staatsorgane werden auch Verfassungsorgane genannt. In Deutschland bestehen auf der Bundesebene folgende Verfassungsorgane:
- Bundestag (Art. 38 ff. GG)
- Bundesrat (Art. 50 ff. GG)
- Gemeinsamer Ausschuss (Notparlament) (Art. 53a ff. GG)
- Bundesversammlung (Art. 54 ff. GG)
- Bundespräsident (Art. 54 ff. GG)
- Bundesregierung (Art. 62 ff. GG), einschließlich des Bundeskanzlers, der eine hervorgehobene Stellung in der Regierung hat (Art. 63 Abs. 1 GG)
- Bundesverfassungsgericht (Art. 92 ff. GG)

Diese Staatsorgane können auch selbst wieder Organe haben. Beispielsweise wird ein Untersuchungsausschuss als ein Organ des jeweiligen Parlamentes bezeichnet. Der Deutsche Bundestag hat mit dem Wehrbeauftragten, dem SED-Opferbeauftragten und dem Polizeibeauftragte außerdem Hilfsorgane.
Das Organ einer untergeordneten Körperschaft wird als Behörde oder Amt bezeichnet, sofern von diesen Verwaltungsentscheidungen getroffen werden. Vom jeweiligen Organ zu unterscheiden ist die Person, die in ihm tätig wird (Organwalter). Mitunter können Organe auch mit Wirkung für andere Hoheitsträger tätig werden (Organleihe).
Besteht zwischen den einzelnen Organen (ohne BVerfG) eine divergierende Auffassung hinsichtlich der verfassungsmäßigen Rechte eines Organs, kann das Bundesverfassungsgericht in einem so genannten Organstreitverfahren angerufen werden. Die Bundesländer haben eigene Staatlichkeit und daher ebenfalls Staatsorgane. Auf Landesebene bestehen regelmäßig als oberste Organe Landtag, Landesregierung und Landesverfassungsgericht. Die Landesverfassungen kennen ebenfalls Organstreitverfahren.

#### Mittelbare Staatsverwaltung
Auch die vom Staat geschaffenen selbständigen Verwaltungsträger (Selbstverwaltung) sind juristische Personen (Körperschaft des öffentlichen Rechts, Stiftung des öffentlichen Rechts und Anstalt des öffentlichen Rechts) und müssen deshalb über Organe verfügen. So handeln nach dem Kommunalrecht etwa für die Gemeinde der Bürgermeister und der Gemeinderat.

#### Haftung
Auch juristische Personen des öffentlichen Rechts haften für Schäden, die ihre Organe Dritten zufügen. Im deutschen Recht ist hierbei zu unterscheiden: § 89 Abs. 1 BGB verweist hierfür auf § 31 BGB. Das erfasst aber nur die Haftung für privatrechtliches Handeln der Organe, wie sich schon aus dem Tatbestandsmerkmal Fiskus ergibt. Für öffentlich-rechtliches Handeln ihrer Organe haften sie dagegen nach den Regeln der Amtshaftung.

### Religions- und Weltanschauungsgemeinschaften
Die Organe der öffentlich-rechtlichen Religionsgesellschaften bestimmen sich nach dem internen Kirchenrecht, das solche Gemeinschaften kraft Selbstbestimmungsrechts erlassen kann (vgl. Kirchenverfassung, Kirchengemeindeleitung).

### Völkerrechtliche Organe
Völkerrechtliche Organe sind die zur Vertretung eines Staates gegenüber anderen Völkerrechtssubjekten (Staaten oder internationale Organisationen) befugten Personen, also das Staatsoberhaupt, die Regierung, die Diplomaten und die Konsuln.

## Organhaftung
Nach § 31 BGB haftet der Verein für den Schaden, den ein Mitglied des Vorstands oder ein anderer verfassungsmäßig berufener Vertreter durch eine in Ausführung der ihm zustehenden Verrichtungen begangene, zum Schadensersatz verpflichtende Handlung einem Dritten zufügt. Diese Bestimmung gilt nicht nur für Vereine, sondern für alle juristischen Personen und juristische Personen des öffentlichen Rechts (§ 89 Abs. 1 BGB). Für die Eigenschaft als „verfassungsmäßig berufener Vertreter“ genügt es, wenn ihm durch die Betriebsregelung (Arbeitsanweisung) bedeutsame wesensgemäße Funktionen der juristischen Person zur selbständigen und eigenverantwortlichen Erfüllung zugewiesen sind. Damit haftet die Gesellschaft zivilrechtlich auch für Arbeitnehmer, die nicht Organwalter sind.
Die deliktische Außenhaftung der Organwalter ergibt sich aus dem Recht der unerlaubten Handlung. Sie haften persönlich und subsidiär gegenüber außenstehenden Dritten bei vorsätzlicher sittenwidriger Schädigung nach § 826 BGB, wenn der Organträger (das Unternehmen) als Haftungsschuldner – etwa durch Insolvenz – ausfällt. So entschied der BGH im Juli 2004, dass die beiden Vorstandsmitglieder der – insolventen – Infomatec die Aktionäre der Gesellschaft durch eine wissentlich falsche Ad-hoc-Mitteilung mit überhöhten Auftragseingängen von Kunden getäuscht hatten und deshalb Schadensersatz zahlen mussten. Allerdings ist eine Organhaftung von Vorstandsmitgliedern ausgeschlossen, wenn keine Pflichtverletzung vorliegt (§ 93 Abs. 1 Satz 2 AktG). Dies ist der Fall, wenn das Vorstandsmitglied bei einer unternehmerischen Entscheidung vernünftigerweise annehmen durfte, auf der Grundlage angemessener Information zum Wohle der Gesellschaft zu handeln. Sobald jedoch ein Organwalter einen Dritten durch aktives Tun unmittelbar schädigt und die Tatbestandsvoraussetzungen des § 823 Abs. 1 BGB erfüllt, entsteht hierfür eine persönliche Einstandspflicht. Die Gesellschafter der OHG sind Normadressaten des § 130 Abs. 1 und 2 HGB, sie haften im Rahmen der Organhaftung gegenüber der Gesellschaft und nach § 823 Abs. 2 BGB gegenüber deren Gläubigern.
Die Amtshaftung (Haftung der Gebietskörperschaften) ist die finanzielle Haftung des Staats für Schäden, die ein Organwalter in der Gerichtsbarkeit oder der Hoheitsverwaltung einem außenstehenden Rechtssubjekt rechtswidrig und schuldhaft zugefügt hat. Diese Haftung trifft zunächst den Beamten selbst (§ 839 Abs. 1 BGB), doch tritt nach Art. 34 Satz 1 GG der Staat mit befreiender Wirkung für den Beamten ein und haftet im Außenverhältnis allein. Die Organhaftung befasst sich strafrechtlich mit der Frage, ob Straftatbestände bei der vertretenen Gesellschaft auch ihrem Organwalter zuzurechnen sind. Der Täter muss dann als Organ handeln. Nach § 14 Abs. 1 StGB wird die strafrechtliche Verantwortlichkeit vom Unternehmen auch auf seine Organwalter abgewälzt. Auch § 14 Abs. 1 Nr. 1 StGB, der die strafrechtliche Organhaftung zum Gegenstand hat, geht davon aus, dass jedes Mitglied der Geschäftsleitung Normadressat der der Gesellschaft obliegenden Pflichten bleibt.

## Sonstiges
In ehemaligen Zentralverwaltungsstaaten (DDR, Sowjetunion) gab es Presseorgane, die umgangssprachlich in westlichen Staaten als „Staatsorgan“ bezeichnet wurden (z. B. Neues Deutschland oder Prawda). 
Sie waren die offizielle Printmedien dieser Staaten und publizierten Pressemitteilungen, Meinungen des herrschenden Regimes und dessen Propaganda.